# Reptile en héraldique
Le reptile est une figure peu utilisée en héraldique mais il prend de nombreuses formes, naturelles ou imaginaires, avec parfois un contexte particulier.
Cet article ne retient qu'un exemplaire représentatif des blasons provenant de Wikipédia. Cet exemplaire doit être blasonnable selon les règles héraldiques mais il est possible qu'il représentent des reptiles qui ne sont pas nécessairement issus de dictionnaires héraldiques.
Le reptile désigne un groupe d'espèces aux caractéristiques semblables, mais dont les ancêtres communs ont produit une descendance qui ne possède pas ces caractères : les oiseaux et les mammifères et qui de ce fait ne font pas partie de cet article.

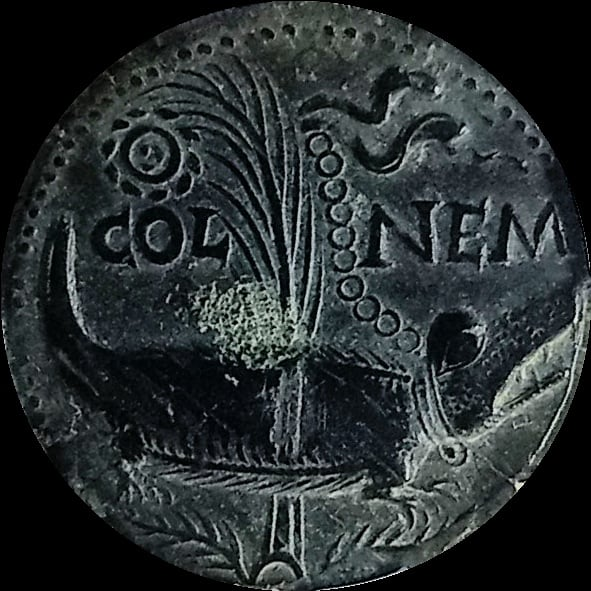
dupondius d'Auguste, 10 - 14 ap. J.-C. Crocodile de Nîmes, COL NEM (Colonia Nemausus - Colonie de Nîmes)

## Figures naturelles

### Crocodile
Le Crocodile est une figure naturelle.

Ville de Nîmes.
Baron Nicolas Martin Barthélemy.
Ville de Bamako.
Blason du Lesotho.
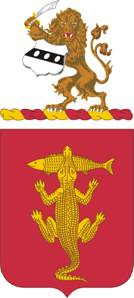
Crocodile dévorant un poisson. 103rd Armor Regiment) (en).

### Dinosaure
Le Mésozoïque, anciennement appelé "Ère des Reptiles", est une ère géologique qui s'étend de −252,2 à −66,0 Ma, au cours de laquelle apparaissent de nombreuses espèces de dinosaures. Le nombre de leurs représentations sur un blason est infime mais on en trouve sur tout le globe, par exemple en France, en Crimée, aux États-Unis ou en Russie.

Erectopus. Ville de Louppy-le-Château.
Dinosauria. Saki (Crimée).
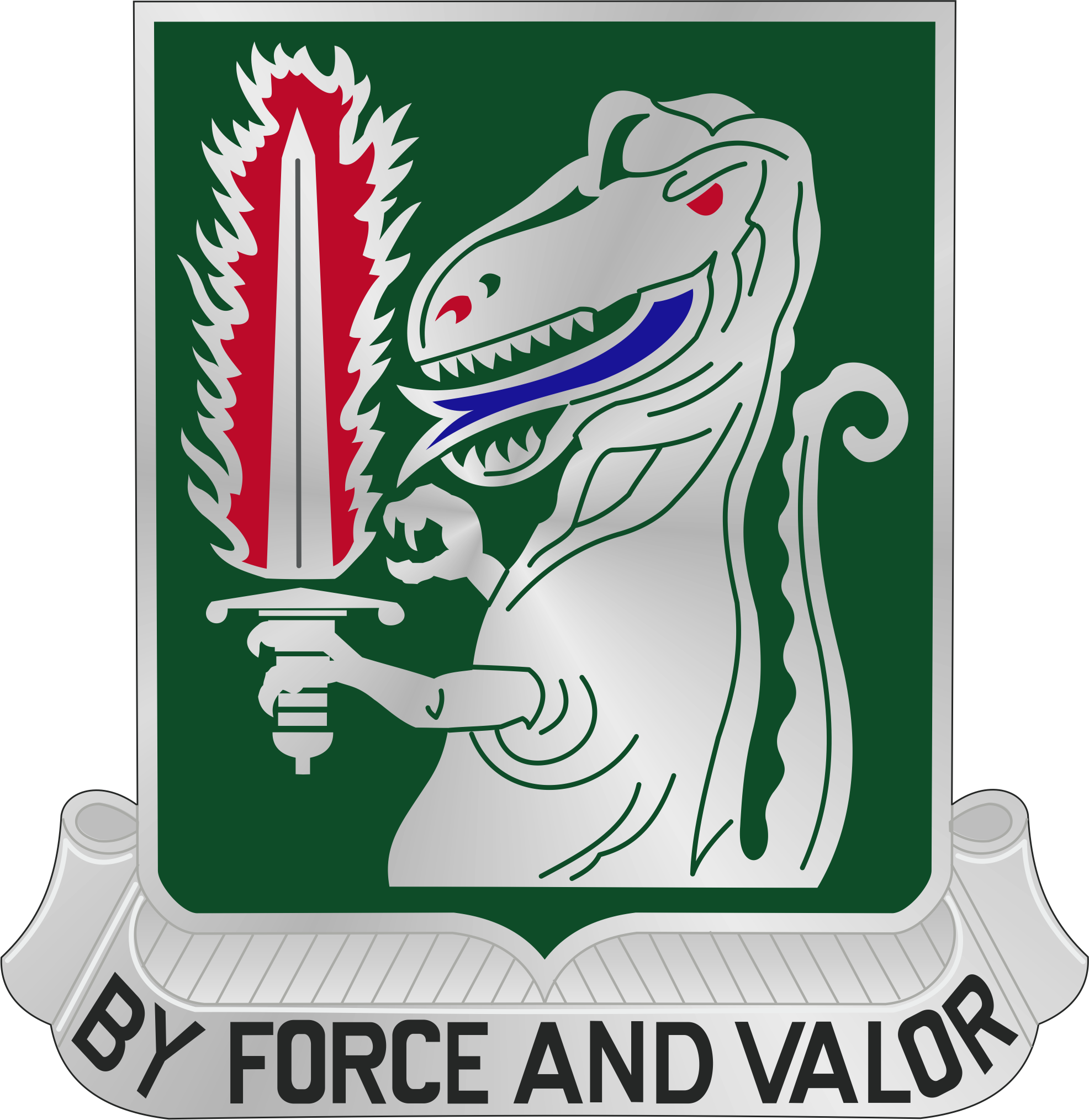
Tyrannosaurus. 40th Cavalry Regiment (United States) (en).
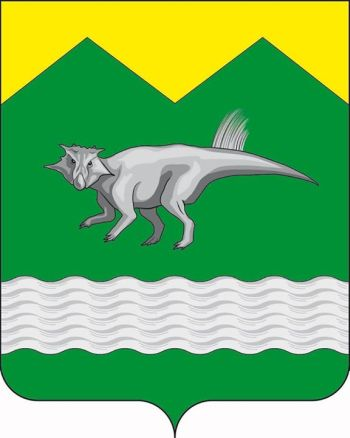
Psittacosaurus. Chebulinsky District (en).
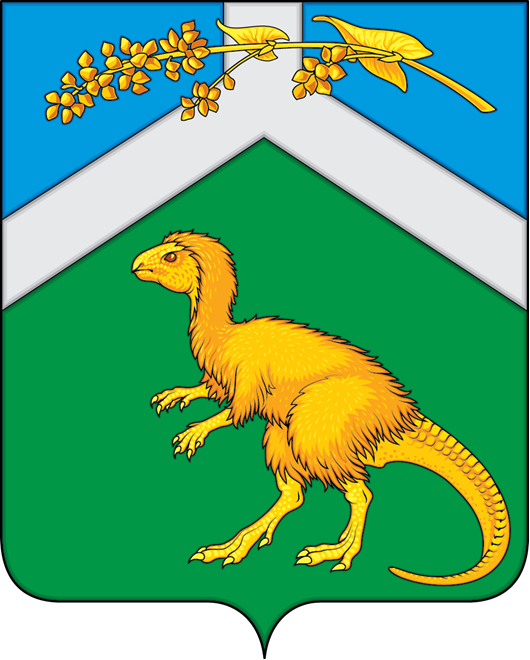
Dinosaure à plumes. Chernyshevsky District (en).

### Iguane
L'Iguanidae désigne des reptiles végétariens d'Amérique du Sud, nom que leur auraient donné, par erreur, les premiers colons européens.

Armoiries de Terre-de-Haut.
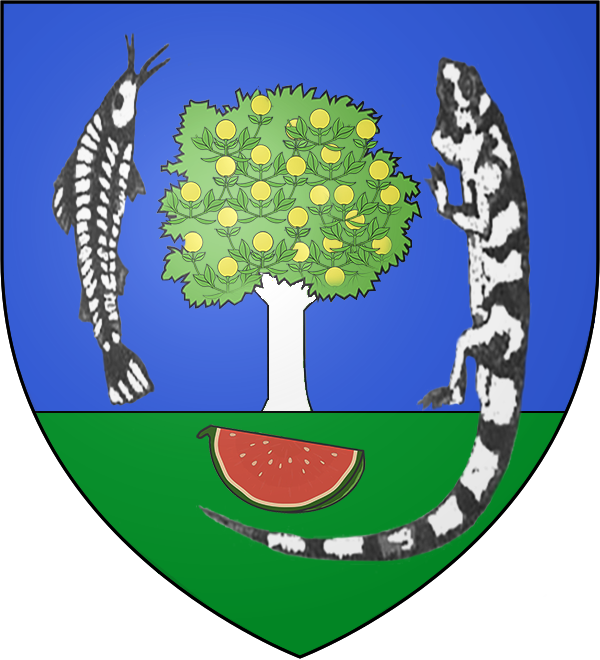
Ville de Macouria, Guyane.

### Lézard
Le lézard est une figure naturelle.

Ville de Flagey-lès-Auxonne.
Famille Le Tellier de Louvois.
Ville de Coaraze.
Famille du Lézard, Sr dudit lieu, mais qui ne porte pas de Lézard dans ses armes.

### Serpent
Le serpent est une figure naturelle. 

#### Caducée
Le Caducée ou "bâton de Mercure", est un des attributs du dieu Hermès dans la mythologie grecque, représenté comme une baguette de laurier ou d'olivier surmonté de deux ailes et entouré de deux serpents entrelacés. Le caducée est censé guérir les morsures de serpents. En héraldique il se blasonne aussi "bâton de Mercure".
Ce Caducée est parfois présenté avec une arme : Maillet, Hache, Sabre, Épée, Trident ou Canon.

Ville d'Idrija (Slovénie).
Ville de Saint-Pierre (Martinique).
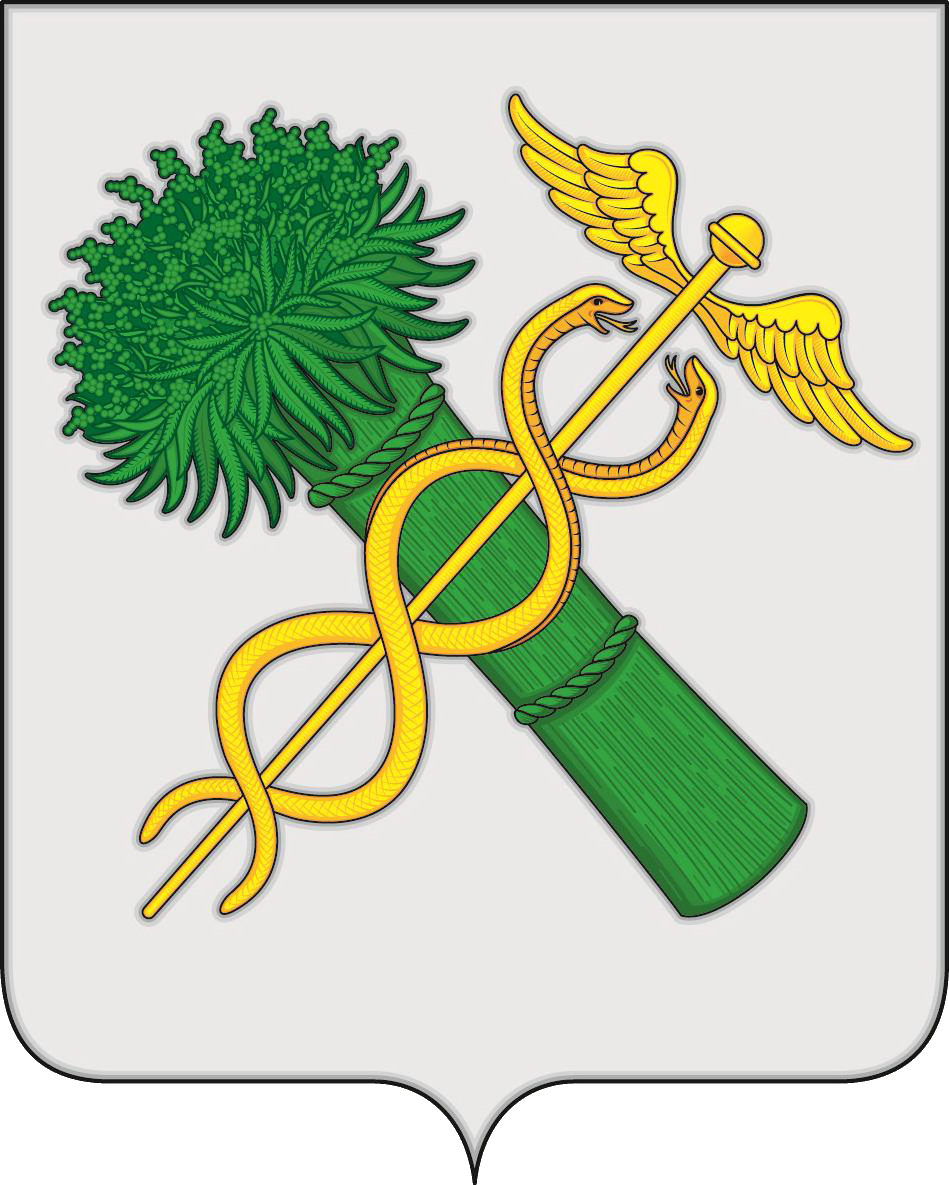
Ville de Novozybkov (Russie).
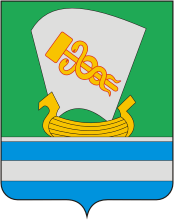
Maillet. Ville de Zelenodolsk (Russie).
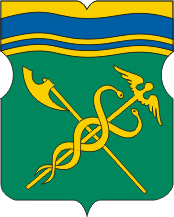
Hache. Ville de Zamoskvoretche.
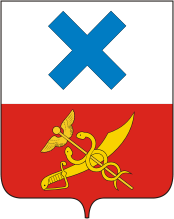
Sabre. Ville d'Irbit.
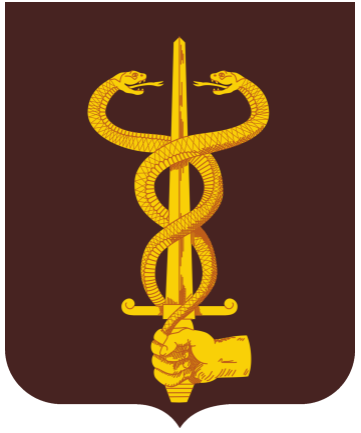
Épée. 23rd Medical Battalion, US Army[1].
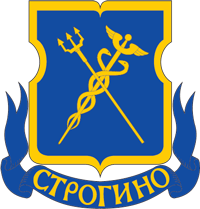
Trident. Stroguino (district).
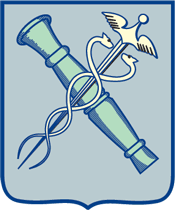
Canon. Novozybkov.

#### Serpent d'airain
Le serpent d'airain est identifiable car il est entortillé autour du bâton de Moïse, du Bâton d'Asclépios, d'une croix, d'un tau, d'une flèche ou même d'une crosse épiscopale. Il est également représenté en franc-maçonnerie dans le grade de Chevalier du Serpent d'Airain, 25e degré et de ce fait apparaît dans quelques ex-libris.

Le bâton de Moïse. Famille Asteazu (Guipuscoa).
Serpent accolé à une balance d'or, le fléau remplacé par un bâton d'Esculape d'or. Baron Claude-Michel Larché
La croix. Maison Sturdza.
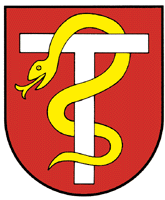
Le tau. Ville de Lachen.
Une crosse épiscopale. Ville de Saint-Léonard-des-Bois.

#### Serpent auFruit défendu
Le fruit défendu est d'abord, selon le récit biblique de la Genèse, le fruit de l'arbre de la Vie Éternelle (au milieu du jardin) qui est lui-même l'Arbre de la connaissance du Bien et du Mal comme il est indiqué en Genèse 2:9. Selon une interprétation répandue, le serpent du récit est le Diable, ou est animé par lui.

Ville de Bełchatów, Pologne.
Ville de Pomeys (Rhône).
Clan Wąż dont fait partie Guillaume Apollinaire (Famille Kostrowicky).

#### Serpent aucalice
Plusieurs représentations de Jean l'apôtre le montrent tenant à la main un calice ou une coupe empoisonnée d'où émerge la tête d'un serpent.

Hipólito Yrigoyen (1928-†1933) Orden de Isabel la Católica (es)
Ville de Hangenbieten.
Ville de Elz (Lahn).

#### Comtes sénateurs de l'Empire
Les comtes sénateurs de l'Empire portent dans leurs armoiries un franc-quartier ou canton d'azur chargé d'un miroir d'or où se mire un serpent d'argent, signe de sagesse. Les comtes sénateurs du royaume d'Italie portent le canton de sinople.

Pierre Jean Georges Cabanis (1757-1808)
Comtes sénateurs du royaume d'Italie.

#### Miroir où se mire un serpent

Famille de Bougainville
François-Antoine de Boissy d'Anglas
Santé de l'Armée nationale de Colombie (es)
Ville de Gercourt-et-Drillancourt

#### Serpent armé
Plusieurs blasons représentent un serpent entortillé autour d'une arme par exemple l'épée, l'arc, la massue, la flèche ou la hache de l'ETA qui n'est pas vraiment blasonnée :

Jean-Guillaume Boysset
serpent tombant. San Pawl il-Baħar
René-Nicolas Dufriche Desgenettes.
Maison Callimachi.
Euskadi ta Askatasuna.

#### Serpent combattu
De nombreux animaux ont combattu le serpent comme un lion, un bouc, une aigle, un ibis, une cigogne, un secrétaire, un cygne, un faucon, une hermine ou un hérisson. Le serpent est aussi combattu par la Vierge-mère, saint Georges, un chevalier, un Homme ou le Centaure :

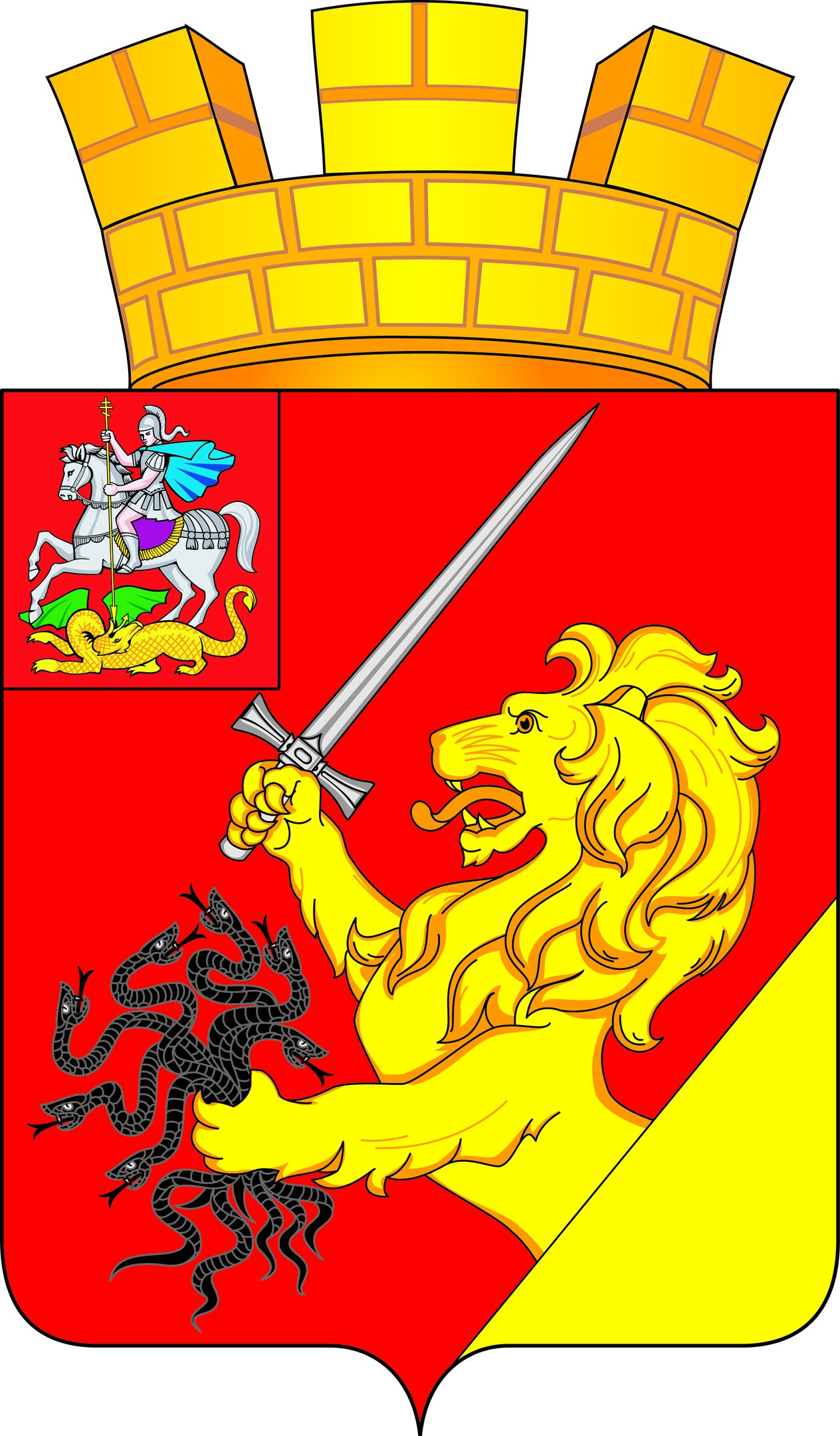
Un lion. Герб посёлка имени Цюрупы.(Armoiries de la colonie ouvrière nommée d'après Tsyurupa)
Un bouc. Famille Thaon de Revel. Ville Saint-André-de-la-Roche.
Une aigle. Sceau de Los Angeles.
Un ibis. Jean Rapp.
Une cigogne. Ville de La Haye.
Le serpent coupé en deux. Ville de Cerignola.
Un cygne. Infantry Battalion Ceriñola (es).
Un coq. Ville de Letschin.
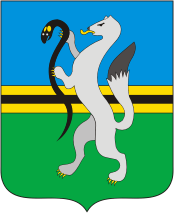
Une hermine. Chulymsky District (en).
Un hérisson. Ville de Baudonvilliers.
Saint Georges. Ville de Saint-Georges-du-Vièvre.
Un Homme. Ville de Friol.
Un Centaure. Famille Gedroitze.

#### Serpent terrassé pou empiété
Le serpent est aussi terrassé par la Vierge-mère ou un chevalier ou empiété par un faucon:

La Vierge-mère. Auguste-René-Marie Dubourg.
Un chevalier. Constantin Grădișteanu (en).
Un faucon. Ville de Vy-lès-Filain.

#### Serpent héraldique serpentiforme
Le serpent peut prendre différentes formes, différents noms et différentes attitudes :

La couleuvre en pal et ondoyante. Famille de Colbert.
La bisse en bande. Ville de Bettlach (Haut-Rhin)
Serpent en barre. Ville de Villeperrot
Le serpent étendu en fasce et contourné, la tête dirigée vers le chef. Ville de Orschwihr
Serpents affrontés. Seigneuries de Vouvant et de Mervent.
Boas affrontés. Togoland. armoiries provisoires de l'Empire allemand en 1871.
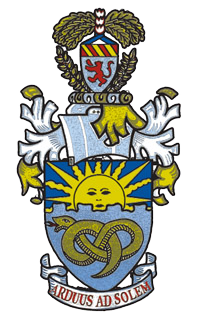
Serpents noué et renoué. Université Victoria de Manchester.
Serpents cantonnés. Armoiries de la Martinique.
Serpents entrelacés . Lord of Merioneth.
Croix estrée anglée de serpents. Ville de Marquein.
tête et col de serpent. Érec
Macle gringolé. Ville de Bitche
Croix gringolée. Ville de Montfort-sur-Meu
Serpents enroulés proprement. Whitby (Angleterre).
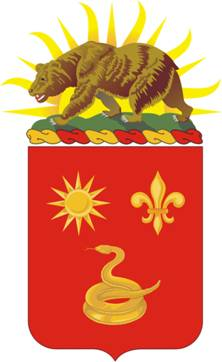
Chaudron guivré. Herrera (surname) (en).
Serpent Ouroboros. Ville de Cabestany
Serpent ailé. Ville de Artalens-Souin (Hautes-Pyrénées.
Serpent engoulant un enfant. Famille Visconti

#### Serpent accolé

Serpent accolé à une colonne (entourant). Joseph Fouché (duc).
Serpent accolé à un globe (entourant). Ville de Chéroy (Yonne)
Serpent accolé au cou d'homme (entourant). Famille VAUGHAN) Fychaniaid Brodorddyn (cy).
Serpent accolé à une fontaine. Station thermale Cieplice Śląskie-Zdrój.
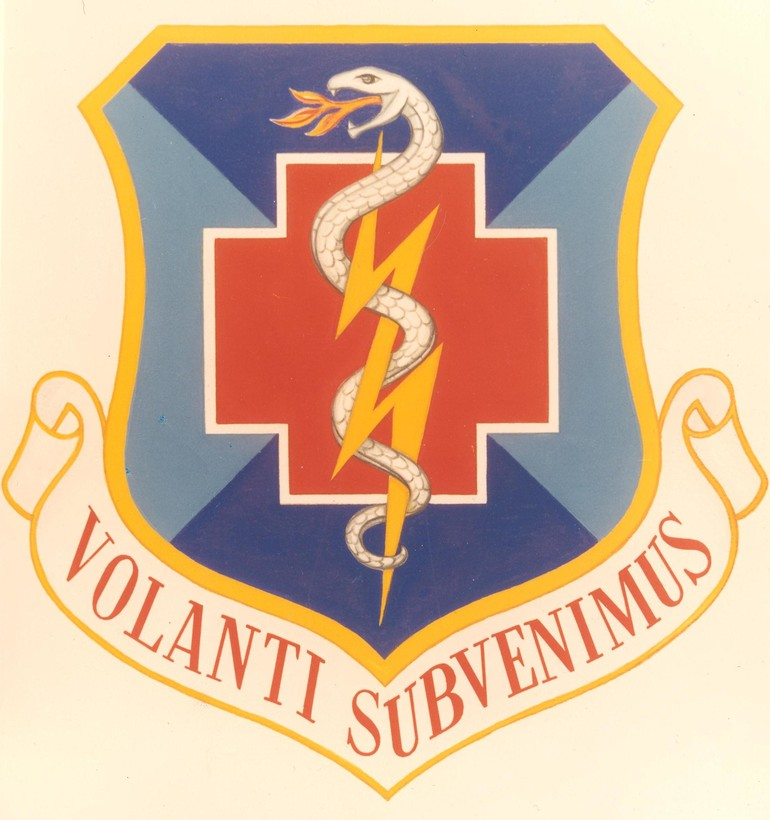
Serpent accolé à un éclair
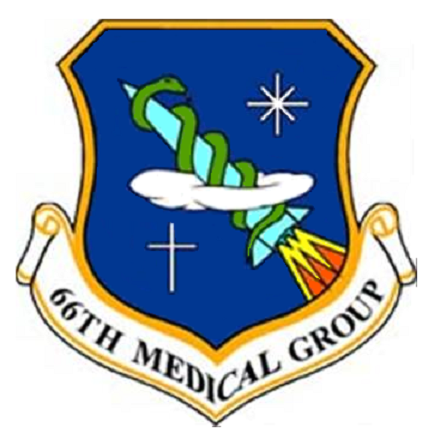
Serpent accolé à un missile
Serpent accolé à la sabretache. Louis Bro
Serpent accolé à une gerbe de blé. Bieniewiec (herb szlachecki) (pl)
Serpent accolé à (?). Isernia
Serpent accolé à une rose. Anguiano
Serpent accolé à trois chardons. Liste des communes de La Rioja

#### Serpent

Serpent à la pipe. Force expéditionnaire brésilienne.
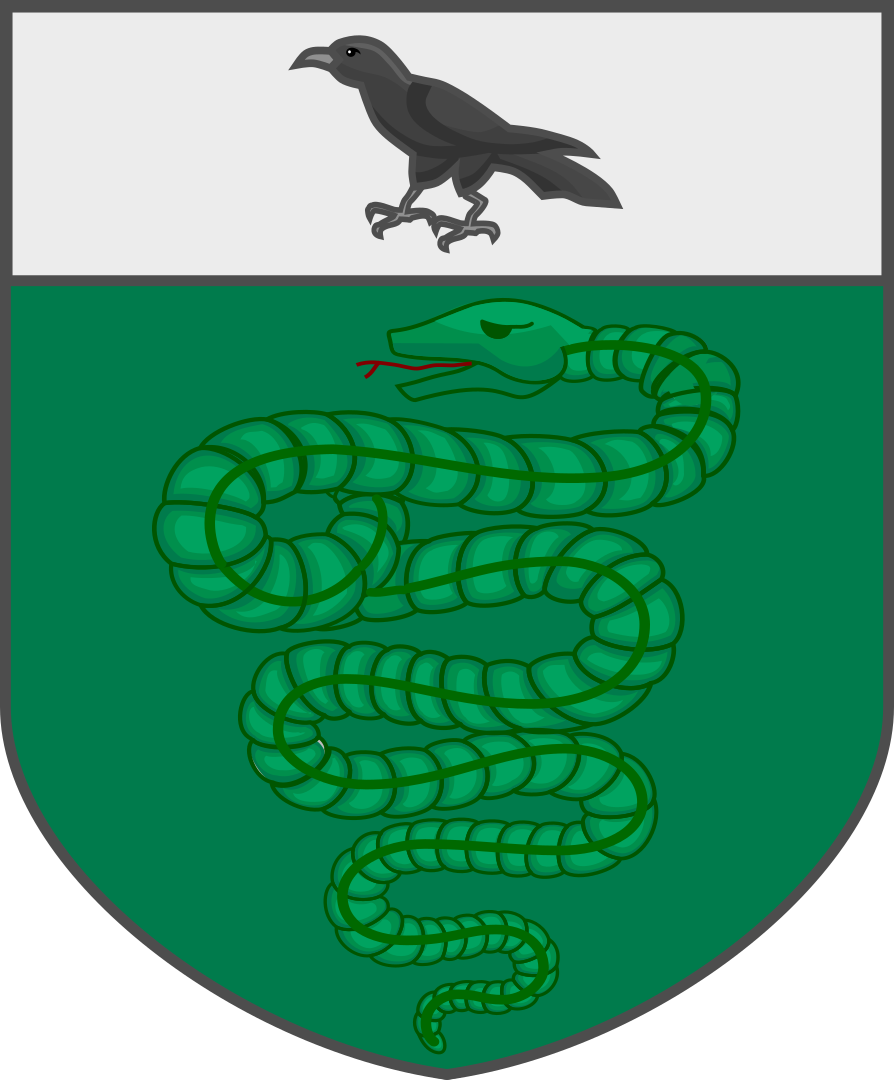
Serpent au corbeau. Jacques le Gris.
Serpent à l'étole d’argent. Herbeuville
Serpent couronné d'or de cinq fleurons en triangle. Montrond (Hautes-Alpes)

#### Espèce serpentiforme
L'anguille n'est pas un reptile, c'est un poisson. Toutefois elle est définie comme une espèce serpentiforme :

Ville de Glénac (Morbihan).
Famille Jouvenel des Ursins
Ville de Aiguebelle

### Tortue
La tortue se distingue des autres reptiles par sa carapace constituée d'un plastron au niveau du ventre et d'une dossière sur le dessus, reliés par deux ponts sur les côtés du corps. Elle apparaît extrêmement rarement dans les blasons.

Famille de Reboul.
Famille Le Menestrel du Haugel.
Seychelles.

## Figures imaginaires
Les figures héraldiques imaginaires sont obtenues par mélange plus ou moins complexe d'espèces différentes.

### Amphisbène
Les Amphisbaenia sont des Reptiles (Selon Reptile Data Base). Ce sont des fouisseurs, ils rampent en ligne droite aussi bien en marche avant qu'en marche arrière, d'où leur nom formé sur amphís (« des deux côtés ») et baínô (« marcher ») signifiant « qui marche dans les deux sens ». Ce pourrait être une explication du dessin à deux têtes que l'ont retrouve dans le blason de la commune de Zapolice (gmina).

Significativement différents des lézards et des serpents, ils peuvent présenter une ressemblance avec les vers de terre ou limaçons que nous retrouvons par exemple dans le blason d'André Le Nôtre : 

Amphisbènes. Ville de Zapolice (gmina), Pologne.
Limaçons. Famille Le Nôtre est anobli par Louis XIV en personne durant l'année 1675.

### Anguipède
Un Anguipède est une créature légendaire de la mythologie gauloise dont le corps finit en queue de serpent

Ville de Merten (Moselle).

### Cerbère
Le Cerbère est une figure imaginaire.

Cerbère à queue de serpent. Ville de Cerbère (Pyrénées-Orientales)

### Dragon
Le dragon, créature imaginaire, représente des animaux monstrueux du genre des serpents généralement ailés. Les plus anciennes traces connues de représentations du dragon remontent au Néolithique en Mongolie .

#### Dragon héraldique
Le dragon peut prendre différentes formes, différents noms et différentes attitudes :

L'Amphiptère. Famille Le Gentil
Le Basilic. Ville de Chanville
Le Dragon à deux pattes. Ville de Cambligneul
Le Dragon à quatre pattes. Pays de galles.
Le Drac. Famille du Drac
Le Graoully. Ville de Le Sablon (Moselle)
Le Kokatris. Ried im Oberinntal, Autriche
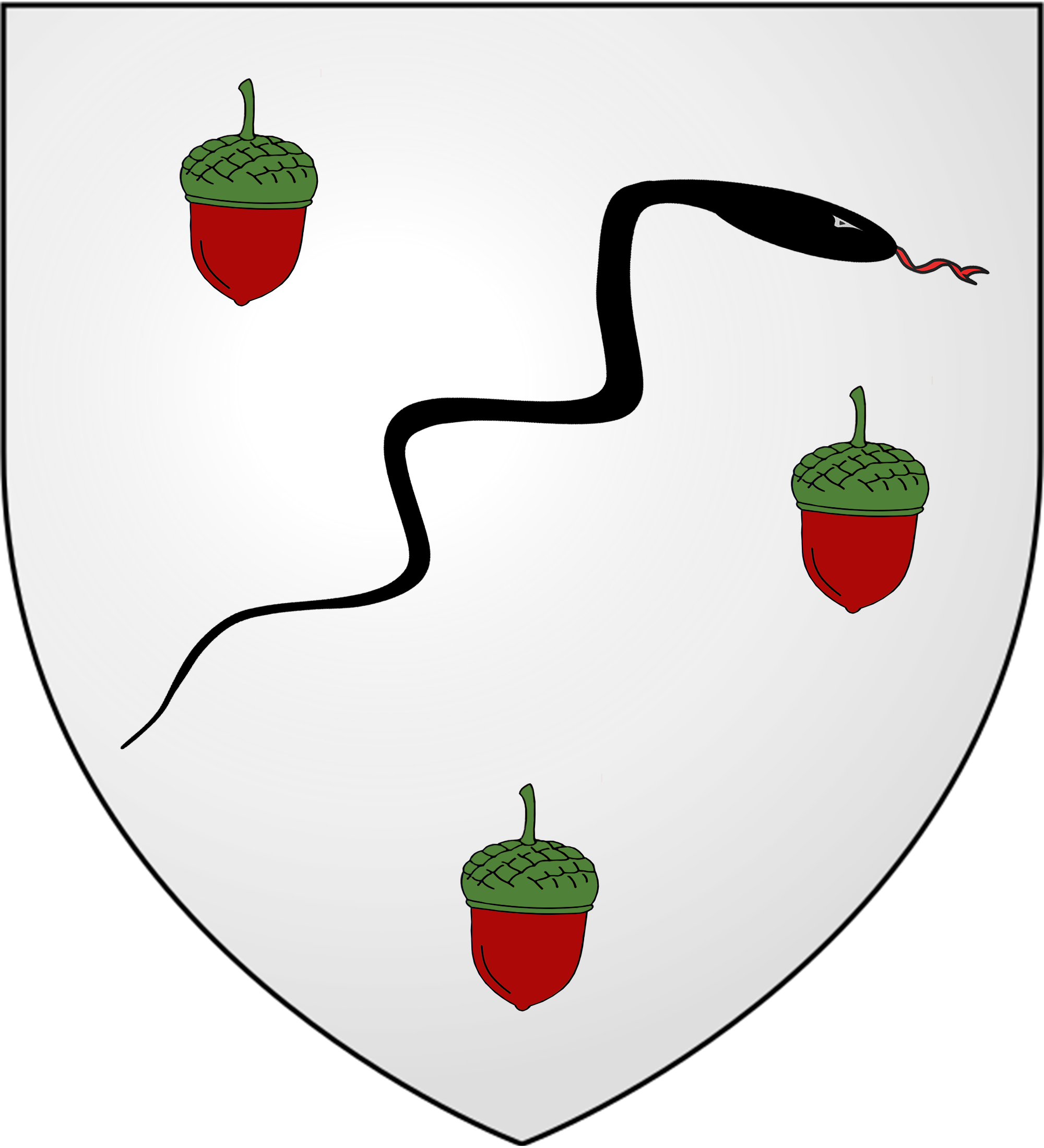
La Vouivre. Famille de Ruffray
La Wyverne. Ferdinand de Portugal (1217-1246)
Le Lindworm. Commune de Wurmannsquick
Le Selma. Le Selma vivrait dans le lac de Seljord. Il fut peut-être filmé par une jeune norvégienne, visitant le lac avec ses parents.
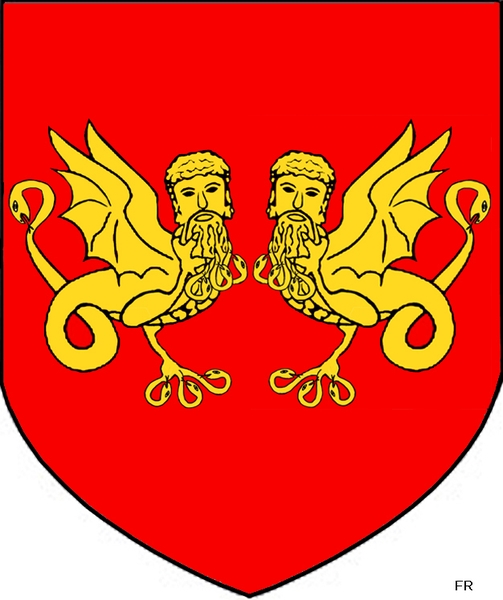
Dragons monstrueux à faces humaines, les extrémités se terminent en serpents. Famille de Mondragon et alliée d'Ancezune
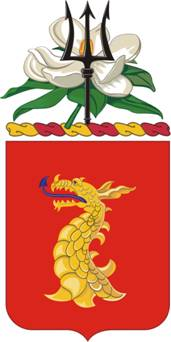
Tête et coup de Dragon. 114th Field Artillery Regiment (United States) (en)
Dragon engoulant une bande. Duché de Franco

#### Dragon d'Asie
Le dragon, présenté sous la forme d'un corps ondulant avec ou sans pattes, est présent dans certaines armes en Asie. Les plus anciennes traces connues de représentations du dragon remontent quant à elles à la Mongolie au Néolithique.

Emblème du Viêt Nam (1954-1955).
Ville d'Oulan-Bator, Mongolie.
Dynastie Joseon, Corée(1392-1910).
Emblème du Bhoutan.
Zilant sur le blason de la ville de Kazan.

#### Dragon combattu
Le dragon est souvent combattu, terrassé, étranglé, transpercé mais il peut être aussi prié, anéanti par la foudre ou tenu en laisse :

Saint Georges terrassant le dragon. Ville de Melsheim
Saint Georges terrassant le dragon mariné. Ville de Saint-Georges-d'Oléron
Sainte Marguerite priant au dragon terrassé. Ville de Hodent
Sainte Marthe tenant en laisse une tarasque. Chartreuse Sainte-Marthe d'Aix-en-Provence
Saint Michel terrassant le dragon. Ville de Soufflenheim
Dragon foudroyé. Ville de Saint-Dyé-sur-Loire
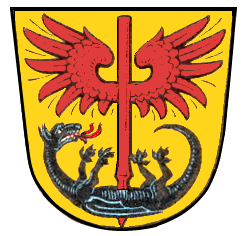
Dragon embroché. Frankfurt-Sossenheim
Dragon transpercé par une croix. Ville de Roetgen
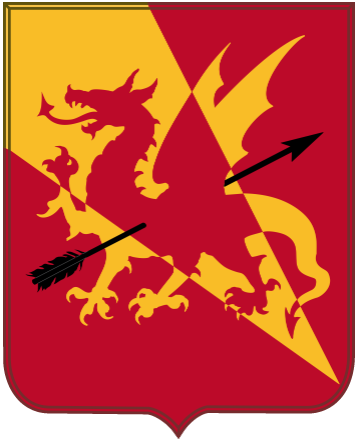
Dragon transpercé par une flèche. Coats of arms of U.S. Army Units (ko)
Dragon transpercé par une épée. Ville de Kervignac
Dragon étranglé par un griffon. République de Volterra

### Hydre
L'Hydre est une figure imaginaire.

Hydre à trois têtes de serpents. Ville de Midrevaux (Vosges).
Hydre à quatre têtes de serpents dont l'une est en partie tranchée. Ville de Saint-Pierre-d'Irube (Pyrénées-Atlantiques).
Hydre à sept têtes dont l'une est en partie tranchée. Famille de Belzunce (Ayherre)
Hydre à sept têtes de serpent. Desier le Fier

### Méduse
Les Gorgones sont, dans la mythologie grecque, des créatures fantastiques malfaisantes dont le regard a le pouvoir de pétrifier ceux qui les regardent. Elles sont trois sœurs : Méduse (la plus célèbre et la seule à être mortelle), Euryale et Sthéno qui sont immortelles.

Méduse. Ville de Ferrières (Belgique).
Méduse combattues. HMS Perseus (T101) (sv).

### Mélusine
Mélusine est une sirène ou une fée, mais Hérodote la décrit comme une jeune fille serpent formée de deux natures ; les parties supérieures de son corps, à partir des hanches, étaient d'une femme ; les parties inférieures, d'un reptile. Le blason de la ville d'Exoudun est parfois blasonné : "... à Mélusine, la femme-serpent, contournée, la queue tortillée, avec des ailes de dragon et tenant dans sa dextre un peigne et dans sa senestre un miroir..."

La représentation germanique de Mélusine est à double queue et souvent couronnée.

Mami Wata, issu du culte africain vodoun, est décrite sous les traits d'une sirène mi-femme mi-poisson ou mi-femme mi-serpent.

Mélusine. Ville d'Exoudun.
Mélusine germanique. Ville de Zusamaltheim.
Mami Wata. Ville de Mouila.

### Salamandre
La Salamandre est un reptile légendaire, elle était réputée vivre dans le feu et s'y baigner, et ne mourir que lorsque celui-ci s'éteignait. François Ier l'adopte comme corps de devise avant même son accession au trône. « Nutrisco et extinguo », « je (m'en) nourris et je (l')éteins », c'est-à-dire « je me nourris de bon feu et j'éteins le mauvais feu. »

Le brasier dans lequel elle baigne se blasonne sa "patience".

Ville de Rougegoutte.
Ville de Chambord (Loir-et-Cher).
Ville de Villers-Cotterêts.
Ville de Barbentane.
Salamandre contournée brochant sur le fayard. Ville de La Fage-Montivernoux (Lozère).

## Ornement extérieur
On trouve également le reptile dans l'Ornement extérieur de l'écu :

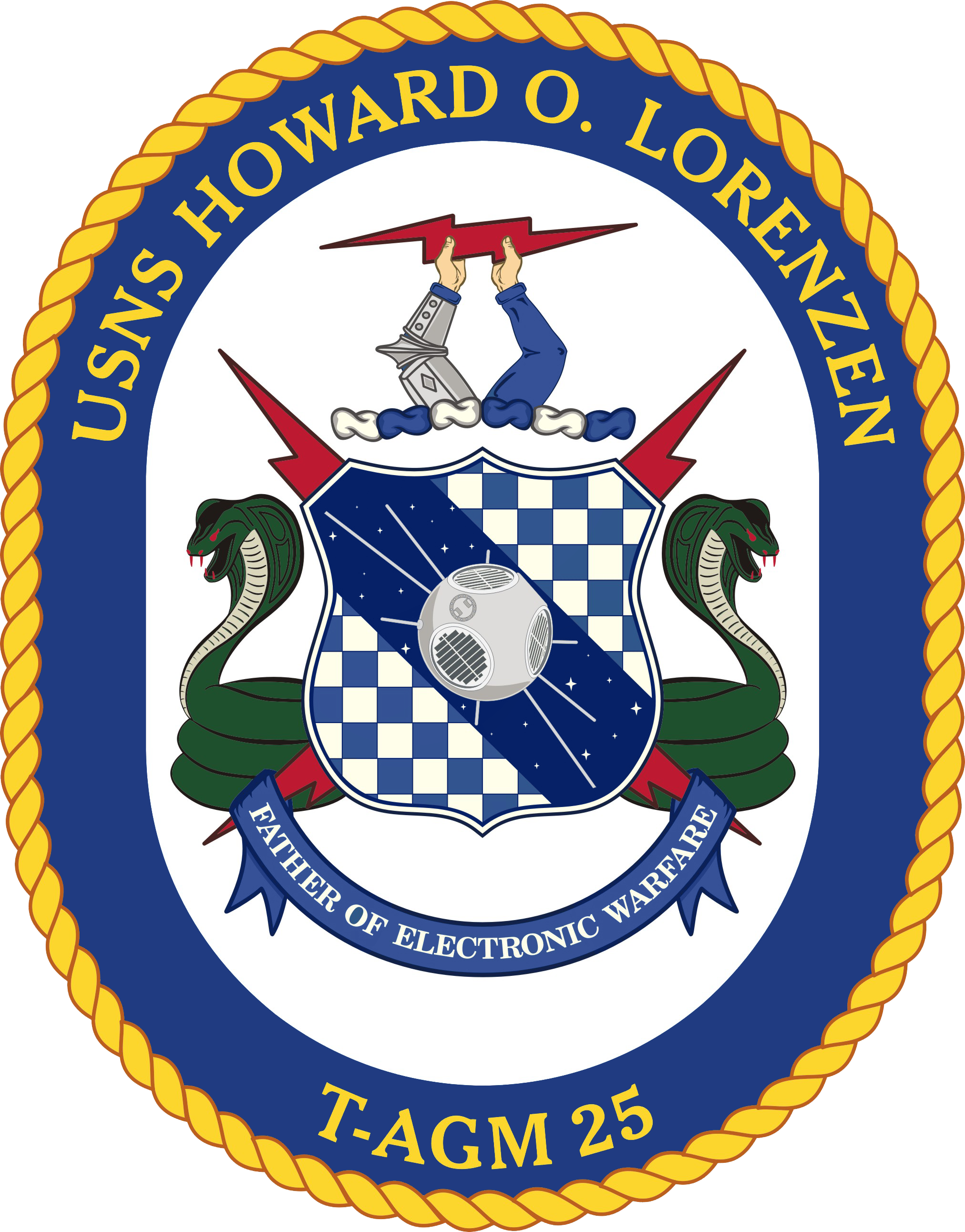
Support : Boas.USNS Howard O. Lorenzen (en).
Tenant à dextre. Hygie, London Borough of Harrow (es).
Tenant à senestre : Mercure, Ville de Bruxelles.
Cimier : Caducée, Famille Middleton (en).
Supports : Dragons, Republic of Vietnam (1967–1975).
Support : Dragon couché au pied de l'écu. Maison de Medina Sidonia.
Support à dextre : Crocodile. Îles Salomon.
Cimier : une tortue. Îles Caïmans.

## Blason à enquerre
Les armes à enquerre, souvent armes fautives, ne respectent pas la règle de contrariété des couleurs : « jamais métal sur métal, ni émail sur émail. »

Famille Bruté de Rémur.
Famille Noble, Basse-Navarre.
Commune de La Sentiu de Sió.
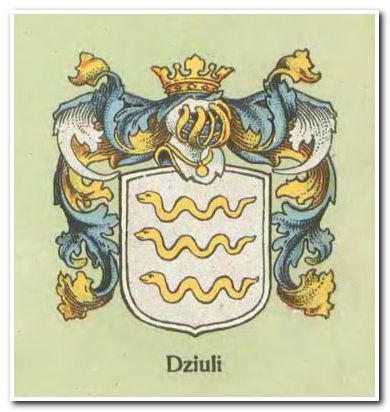
Джулі (герб) (uk).

## Blason impossible
Il n’y a pas de nom générique prévu pour blasonner un pavage original comme celui des lézards de Maurits Cornelis Escher. Il est non blasonnable, un tel blason est donc impossible, sa nature reste théorique et sa création celle d'un artiste à la recherche de l'infini et de l'impossible.

Pavage original des lézards de Maurits Cornelis Escher (1898-1972).